# الدين البنجابي الشعبي

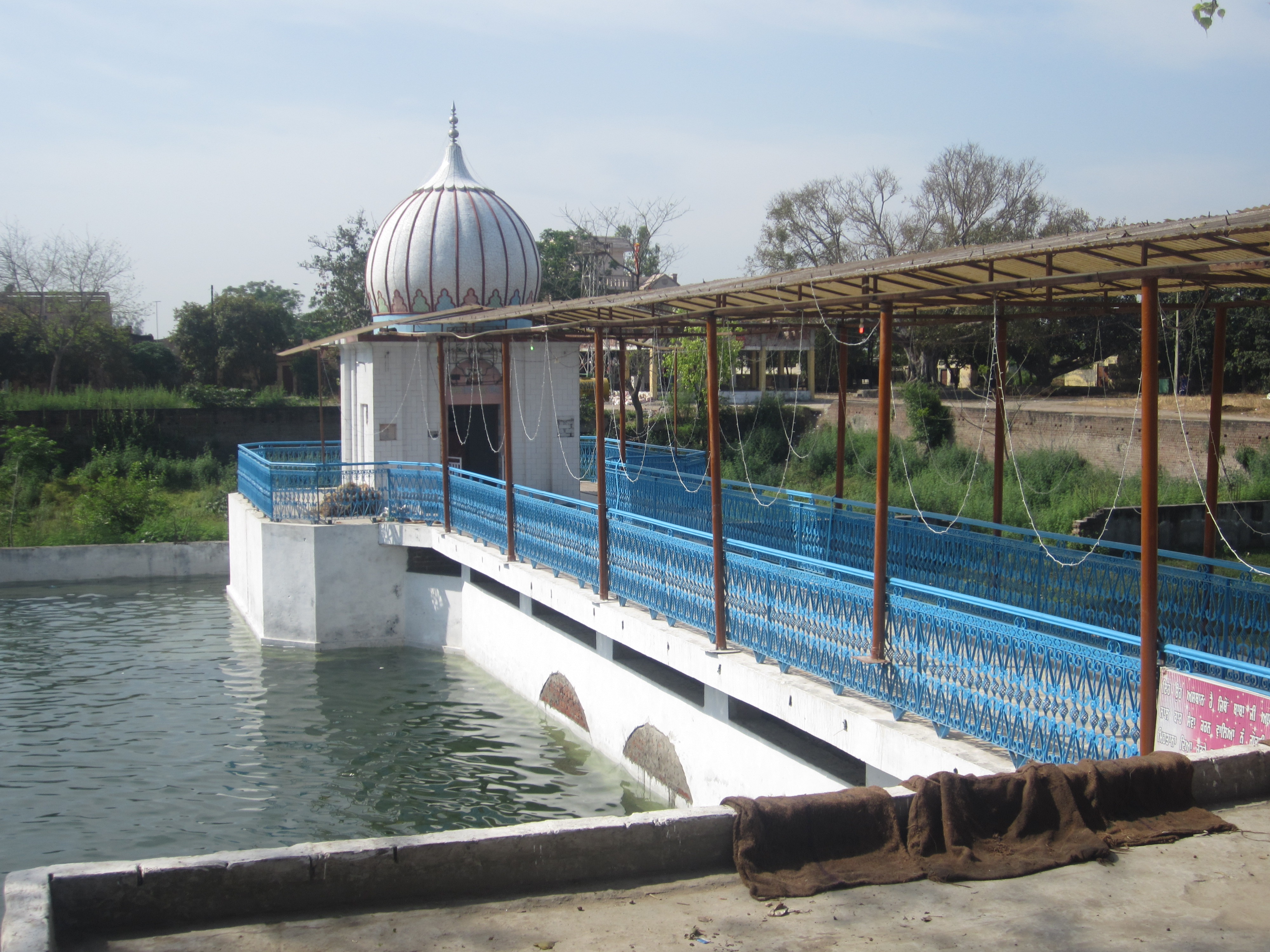

يشمل الدين البنجابي الشعبي الأسرارية المحلية ويدل على المعتقدات والشعائر الأهلية للشعب البنجابي في إقليم البنجاب، من ذلك: عبادة الأسلاف، وعبادة الآلهة الأهلية، والاحتفالات المحلية. في الدين البنجابي الشعبي أضرحة كثيرة تمثل الدين الشعبي لإقليم البنجاب، وهي عبارة عن حوار بين أديان منظمة عديدة. تمثل هذه الأضرحة الحوار بين الجماعات وشكلًا ثقافيًّا لتعظيم القديسين.

## الرؤية الكونية البنجابية الشعبية
بغض النظر عن دينهم المنظم، لا يزال البنجابيون يمارسون الدين البنجابي الشعبي الذي يستقل أحيانًا عن الدين المنظم أو يأتي بمعتقدات من أديان مؤسسيّة شكّلت جزءًا من الدين البنجابي الشعبي.
في الدين الشعبي البنجابي، ينقسم الكون إلى ثلاثة عوالم:
| بالعربية      | بالبنجابية | القاطنون فيه       |
| ------------- | ---------- | ------------------ |
| السماء        | أكاش       | ديف لوك (الملائكة) |
| الأرض         | دارتي      | ماتلوك (البشر)     |
| العالم السفلي | ناغاس      | ناغلوك (الثعابين)  |

ديفلوك هو عالم الآلهة والقديسين والأسلاف، إذ يقطنون في أكاش، أي السماء. يمكن أن يصبح الأسلاف آلهة أو قديسين.

## عبادة الأسلاف البنجابية

### أضرحة جاثيرا الأسلافية
الجاثيرا ضريحٌ مبني لإحياء ذكرى الأب المؤسس المشترك لعائلة ما وكل أسلاف القبيلة المشتركين وإظهار الاحترام لهم.
عندما يموت مؤسس قرية، يُبنى له ضريح مباشرة في ضواحي القرية وتُزرع فيه شجرة جاندي. قد يكون في القرية الواحدة أضرحة كثيرة على هذه الشاكلة.
قد تُسمى الجاثيرا على اسم مؤسس عائلة (لها اسم أخير واحد) أو قرية. ولكن توجد في كثير من القرى أضرحة جاثيرا غير مسماة. في بعض العائلات، يكون مؤسس الجاثيرا قديسًا أيضًا. في هذه الحالات، يكون للمؤسس دور مزدوج، فهو رأس الجاثيرا (الذي يعظمه أحفاده) وهو قديس (مثل بابا جوغي بير، الذي يمكن أن يعبده أي أحد).

### نسب العائلات البنجابية
يعتقد البنجابيون أن المنتمين إلى عائلة واحدة كلهم من سلالة سلف مشترك واحد. تسمى العائلة بالبنجابية غاوت أو غوترا.
ينقسم المنتمون إلى العائلة بعد ذلك إلى عشائر أصغر تشمل الأعضاء الذين يستطيعون أن يذكروا شجرة عائلتهم. تمثل العشيرة عادةً الناس الذين تجمعهم القرابة في سبعة أجيال، ويمكن أن يكون أكثر من ذلك.
في الأزمنة القديمة، كان من الطبيعي ألا تجد في قرية إلا أهل عائلة واحدة. عندما انتقل الناس ليشكلوا قرية جديدة، لم يزالوا يعظمون الجاثيرا المؤسس. استمر هذا الحال إلى اليوم عند كثير من الناس الذين قد يكون لهم جاثيرا في قريتهم ولكنهم يعظمون الأب المؤسس للعائلة كلها.
مع الوقت، غيرت القرى البنجابية ترتيبها فاستطاعت الأسر من عائلات مختلفة أن تتعايش في قرية واحدة. لذا صار يمكن أن تحوي القرية جاثيرا واحدًا يعظمه الناس من مختلف العائلات، وإلى جانبه جاثيرا لمؤسس القرية أو جاثيرات مختلفة مبنية لتمثل أسلاف عائلات متعددة.
عندما يؤسس أعضاء العشيرة قرية جديدة، لا ينقطعون عن زيارة الجاثيرا في قرية أسلافهم. فإذا كان هذا مستحيلًا، يؤتى برابط من الجاثيرا القديم ليؤسس عليه جاثيرا جديد في القرية الجديدة.

### زيارة الأضرحة
يزور الناس الجاثيرا عندما يتزوجون، وفي الخامس عشر من الشهر الهندي، وأحيانًا في أول أحد من كل شهر هندي. يذهب أحفاد الشيخ ليحفروا الأرض ويصنعوا شيفلينغا ويضعها بعضهم على تل الجاثيرا ويقدمون الصمغ والأزهار للجاثيرا، وهذا شكل من الشيفلينغا بوجا أيضًا. في بعض القرى جرت العادة بتقديم الطحين.

### التقديس
ليس تقديس الجاثيرا جزءًا من الدين المنظم البنجابي ولكنه جزء من الدين الشعبي البنجابي. لا يأخذ تقديس الجاثيرت في البنجاب شكلًا يتبع الدين المنظم، ويُعدّ عند البنجابيين توقيرًا للشيوخ.